# 古国時代の人物一覧
この項目は、古国時代（中国文明発生 - 夏の建国）の人物について説明したものである。また、ここでは実在・虚構に関わらず、伝説上の人物も記載する。

## 原初諸氏 帝王
- 盤古　万物を作り出したとされる。
- 太昊　天皇。三皇五帝の三皇。
- 伏羲　風姓、女媧と同じく創造神。
- 五竜氏　(1)
- 燧人氏　(2)[2]
- 大庭氏　(3)[3]
- 柏皇氏　(4)[4]
- 中央氏　(5)[5]
- 巻須氏　(6)
- 栗陸氏　(7)[6]
- 驪連氏　(8)[7]
- 赫胥氏　(9)[8]
- 尊盧氏　(10)[9]
- 渾沌氏　(11)[10]
- 昊英氏　(12)[11]
- 有巣氏　(13)[12]
- 朱襄氏　(14)[13]
- 葛天氏　(15)　伏羲との関連がある[14]。
- 陰康氏　(16)[15]
- 無懐氏　(17)[16]

## 炎帝神農氏（姜姓）帝室
炎帝神農氏は、初代炎帝神農を祖とする一族である。神農氏に内包される。（詳しくは炎帝神農氏の項を参照）
- 神農　(1)　初代炎帝。炎帝神農氏の祖。
- 帝臨魁　(2)
- 帝承　(3)　帝臨ともいう[17]。
- 帝明　(4)　帝則ともいう[18]。
- 帝直　(5)　帝百ともいう[19]。
- 帝来　(6)　帝嫠ともいう。
- 帝哀　(7)
- 帝楡罔　(8)　阪泉の戦いで炎黄交代[20]。

## 黄帝有熊氏（姫姓）帝室
黄帝有熊氏は、黄帝を祖とする一族である。（詳しくは黄帝有熊氏の項目を参照）
- 黄帝　(1)　少典の子[注 2]。
- 玄囂　(2)　黄帝の長男、少昊。
- 蟜極　玄囂の子。
- 昌意　黄帝の次男。
- 顓頊　(3)　昌意の子。
- 嚳　(4)　蟜極の子。帝俊（殷の祖）
- 摯　(5)　嚳の長男。
- 放勲　(6)　嚳の次男。重華（舜）に禅譲。
- 重華　(7)　瞽叟の子。禹に禅譲。

## 黄帝有熊氏（姒姓）夏王家
- 禹　(1)　夏初代王。治水に成功した[21][22]。

（古国時代の終了、夏代）

## 帝室関連（原初諸氏）

### 盤古関連

#### 妻
- 伊采女　長男・青帝青龍王の母。
- 陽専女　次男・赤帝赤龍王の母。
- 福采女　三男・白帝白龍王の母。
- 癸采女　四男・黒帝黒龍王の母。
- 金吉女　娘・天門天女の母。

#### 五帝龍王
盤古の子のことである。
- 青帝青龍王（太郎王子）　金貴女を娶る。
- 赤帝赤龍王（二郎王子）　昇炎女を娶る。
- 白帝白龍王（三郎王子）　色姓女を娶る。
- 黒帝黒龍王（四郎王子）　上吉女を娶る。
- 黄帝黄龍王（天門玉女、五郎王子）
  - 堅牢大神　天門玉女の夫。

### 五竜氏
五竜氏の王として、次の五人が順に立ったといわれる。
- 皇伯
- 皇仲
- 皇叔
- 皇季
- 皇少

### 柏皇氏
柏皇氏の王として、次の四人が順に立ったといわれる。
- 伏顕
- 可塑
- 郁蕾
- 佘蓄

## 帝室関連（炎帝神農氏）

### 神農関係
- 聴訞　妻。2代炎帝臨魁や女娃の母[23][24]。
- 女娃　末娘。「黄海」の語源[25][26]。

### 楡罔関係（尊属）
- 節莖　帝哀の子。
- 克　節莖の子、帝楡罔の父。

### 楡罔関係（卑属）
- 炎居　帝楡罔の子。
- 節並　炎居の子[27]。
- 戯器　節並の子。
- 祝融　戯器の子。火事の象徴。
- 共工　祝融の子。水害の象徴。
- 勾龍　共工の子。
- 夸父　勾龍の子。
- 垂　夸父の子。
- 伯夷　垂の子。

## 帝室関連（黄帝有熊氏）

### 黄帝四妃
帝王世紀によると、次の通りである。
- 嫘祖　正妻で西陵氏の出身、昌意の母。
- 女節　次妃で方雷氏の出身、青陽の母[注 3]。
- 三妃　彤魚氏の出身、夷鼓（蒼林）の母[注 4]。
- 嫫母　四妃。蒼林の母ともされる。

### 黄帝〜堯舜期の間
- 妭　黄帝の娘、涿鹿の戦いに従軍。
- 昌僕　昌意妻、顓頊母。蜀山氏出身。
- 契　嚳の次妃簡狄の子、殷祖。
- 后稷　帝夋（嚳）の子。周祖。

### 重華直系尊属
- 窮蝉　顓頊の子。
- 敬康　窮蝉の子。
- 句望　敬康の子。
- 橋牛　句望の子。
- 瞽叟　橋牛の子。重華の父。

### 夏王朝家 （禹直系尊属）
- 鯀　四罪の一。堯舜交代に反発し処刑。

## その他諸子孫
人物でなかったり、帝室に組み入れ難いものをここに記す。
- 渾沌　大きな犬の姿をしている。
- 饕餮　羊身人面、目が脇の下にある。
- 窮奇　翼の生えた虎。玄囂の子孫。
- 檮杌　人面虎足で猪の牙を持つ。

## 九陽撃墜神話関連
九陽撃墜神話とは、堯の命を受けた羿が十個あった太陽のうち一個を残して全て撃墜したという神話である。（詳しくは「羿」を参照）
- 羿　九陽を撃墜するも、帝夋により神籍から除される[注 7]。
- 嫦娥　羿の妻、月に上ったとされる。同様の経緯で神籍から除される。
- 飛龍氏　十陽の一。
- 潜龍氏　十陽の一。
- 居龍氏　十陽の一。
- 降龍氏　十陽の一。
- 土龍氏　十陽の一。
- 水龍氏　十陽の一。
- 青龍氏　十陽の一。
- 赤龍氏　十陽の一。
- 白龍氏　十陽の一。
- 黒龍氏（黄龍氏）　十陽の一。

## 家臣
- 沮誦　黄帝の重臣。
- 隷首　黄帝の重臣。
- 孔甲　黄帝の重臣。
- 蒼頡　漢字を発明した、黄帝の重臣。
- 知天
- 規紀
- 地典
- 力牧　黄帝の夢占により登用。
- 常先
- 封胡
- 大鴻
- 神皇直　（神農皇直、皇直ともいう）
- 封鉅　（鉅封ともいう）
- 大鎮　（人鎮ともいう）
- 太山稽
- 鬼庾蓲
- 封胡

## 反逆者
- 蚩尤　同姓の炎帝神農氏に戦を挑んだ。
- 三苗　堯に対し驩兜（丹朱）と謀って反乱。
- 丹朱　堯が丹朱のために囲碁を作った[28][注 8]。